# Systoloneura randiae
Systoloneura randiae là một loài bướm đêm thuộc họ Gracillariidae. Nó được tìm thấy ở Nam Phi.
Ấu trùng ăn Coddia rudis. Chúng có thể ăn lá nơi chúng làm tổ.